# Pointless Nostalgic
Pointless Nostalgic is het tweede studioalbum van jazz-zanger Jamie Cullum, maar zijn eerste die is uitgegeven door een platenmaatschappij. Het album werd op 15 juli 2002 door Candid Records uitgegeven op cd en duurt 53 minuten en 31 seconden. De cd is geproduceerd door Alan Bates.

## Tracks
1. "You and the Night and the Music" (Howard Dietz, Arthur Schwartz)
2. "I Can't Get Started" (Vernon Duke, Ira Gershwin)
3. "Devil May Care" (Johnny Burke, Harry Warren)
4. "You're Nobody Till Somebody Loves You" (James Cavanaugh, Russ Morgan, Larry Stock)
5. "Pointless Nostalgic" (Jamie Cullum, Ben Cullum)
6. "In the Wee Small Hours of the Morning" (Bob Hilliard, David Mann)
7. "Well, You Needn't" (Thelonious Monk)
8. "It Ain't Necessarily So" (Ira Gershwin, George Gershwin)
9. "High and Dry" (Radiohead)
10. "Too Close For Comfort" (Jerry Bock, Larry Holofcener, George David Weiss)
11. "A Time for Love" (Johnny Mandel, Paul Francis Webster)
12. "Lookin' Good" (Dave Frishberg)
13. "I Want to Be a Popstar" (Jamie Cullum)

## Muzikanten
- Jamie Cullum - piano en zang
- Martin Shaw - trompet
- Martin Gladdish - trombone
- Matt Wates - altsaxofoon
- Dave O'Higgins - tenorsaxofoon
- Ben Castle - tenorsaxofoon
- Geoff Gascoyne - basgitaar
- Sebastiaan de Krom - drums